# Guerreros galaicos

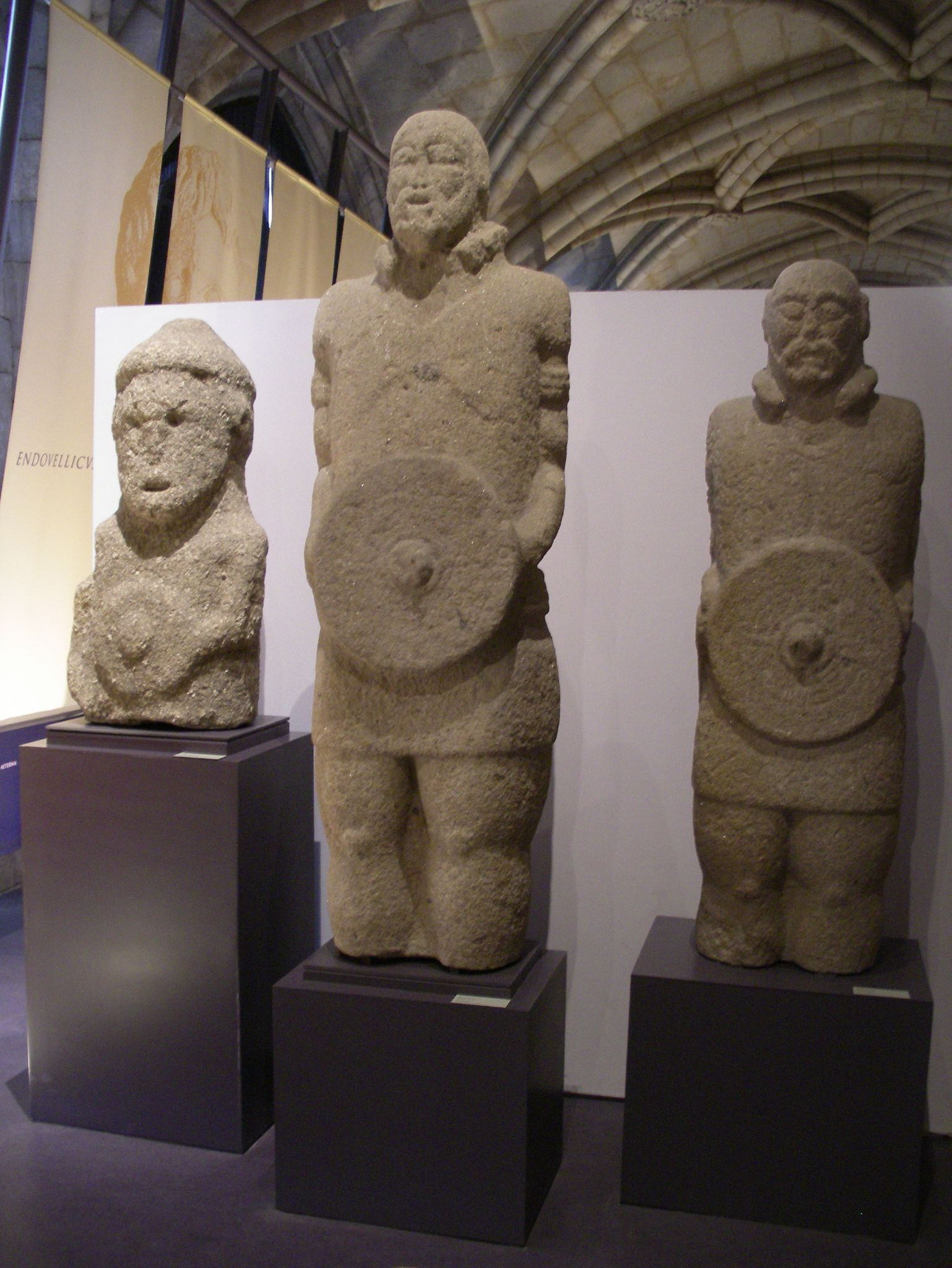
I "Guerreros galaicos" nel Museo Nazionale d'Archeologia del Portogallo (Lisbona).

I Guerreros galaicos (traducibile lett. dallo spagnolo in "Guerrieri galiziani"), anche noti come Guerreros galaico-lusitanos o Guerreros de la Cultura castreña, sono statue in pietra di guerrieri della Penisola iberica pre-romana. Le figure, a grandezza naturale, sono state trovate nella parte occidental-settentrionale della Penisola, principalmente in Galizia (Spagna) e nel nord di Portogallo. Lo studioso Thomas G. Schattner le ha interpretata come divinità guerriere protettrici vestite come guerrieri del popolo celtico dei Galleci.
La datazione dei Guerreros, così chiamati dallo studioso Emil Hübner, continua ad essere oggetto di discussione. La statua-stele di São João di Vedere, nella quale è chiaramente scolpita solo la testa, è considerata un predecessore. Si ritiene che le prime forme di scultura locali siano databili al V-IV secolo a.C. e le opere più mature al III secolo a.C.
Gli ornamenti (fond. i torque) e le armi (daghe) delle statue sono coerenti con i reperti dell'età del ferro iberica e confermano l'origine pre-romana. La presenza di iscrizioni in lingua latina conferma però che le opere erano ancora in uso durante il periodo romano, complicando la datazione certa. Le statue sono state trovate presso le fortezze collinari (es. castros) della c.d. Castrocultura (es. Cultura castreña) e sono stata interpretata come raffigurazioni di guerrieri o dèi. La funzione di nume tutelari dell'accampamento, posti in prossimità della cinta difensiva, richiama quanto osservato nel sito archeologico tedesco di Glauberg, ove sono state ritrovate statue celtiche simili. Un altro corrispettivo dei Guerreros nell'Europa Centrale può essere trovato nel c.d. "guerriero di Hirschlanden" ritrovato in un altro sito archeologico tedesco.
Esiste una buona collezione di Guerreros nel Museo Nazionale d'Archeologia di Lisbona e nei musei locali di Guimarães, Sanfins e Viana do Castelo, ove si trova la c.d. "Guerriera di São Paio di Meixedo", o "Statua di Viana", uno dei tre pezzi descritti da Emil Hübner nel 1861.